# Julia Pearl Hughes
Julia Pearl Hughes (condado de Alamance, 19 de março de 1873 - 14 de setembro de 1950), também conhecida como Julia PH Coleman ou Julia Coleman-Robinson, foi uma farmacêutica, empreendedora, ativista social e executiva dos Estados Unidos, conhecida por ser a primeira mulher farmacêutica afro-americana dona e gestora de sua própria farmácia. Tempo depois, tornou-se a primeira mulher afro-americana a candidatar-se para um cargo político no estado de Nova York.

## Primeiros anos e educação
Hughes nasceu em Melville Township, condado de Alamance, perto da cidade de Mebane, Carolina do Norte, sendo a sexta de oito filhos de John e Mary (Moore) Hughes.
Fez graduação em 1893 na Scotia Seminary em Concord, Carolina do Norte (mais tarde Barber-Scotia College). Depois de dar aulas na escola durante vários anos, se matriculou na Faculdade de Farmacêutica (agora Faculdade de Farmácia) da Universidade de Howard obtendo em 1897 o doutorado em farmácia.

## Carreira inicial e primeiro casamento
Após graduar-se, Hughes mudou-se à Filadelfia, Pensilvania, onde dirigiu a farmácia do Hospital Frederick Douglass (mais tarde Hospital Mercy-Douglass) enquanto realizava um trabalho de pós-graduação na Faculdade de Farmácia de Filadelfia (agora a Universidade do Ciências). Em 1899 abriu sua própria farmácia chamada de "Hughes Pharmacy". Foi a primeira farmacêutica afro-americana a possuir e operar sua própria farmácia. Um jornal contemporâneo publicou: "Com todas as perspectivas de sucesso, a senhorita Julia P. Hughes tem aberto um estabelecimento elegantemente decorado ... e já está a fazer um negócio rentável".
Em 16 de fevereiro de 1900, a Dra. Hughes casou-se com o jornalista James Harold Coleman, natural de Richmond, Virginia; o casal mudou-se a Newport News, Virginia, onde, durante quatro anos, gerenciou sua própria farmácia. Em 1912, James Coleman foi empregue como "agente de colonização" para os colonos negros de Blackdoom, uma cidade projetada para pessoas negras no condado de Chaves, em Novo México, a dezoito milhas de Roswell, Novo México. Enquanto, a Dra. Hughes mudou-se a Washington, D. C. para viver com sua madrastra e outros parentes. Em 1916, o casal divorciou-se sem ter tido filhos.

## Hair Care-Vim Chemical Company
No momento de seu divórcio, a Dra. Hughes já tinha abandonado sua farmácia. Em março de 1914 fundou, junto com com T. Thomas Fortune, o jornal semanal The Washington Sun.
Enquanto trabalhava no jornal, Hughes explorou nova formas de ganhar-se a vida, convertendo-se em cabeleireira. Graças a seu conhecimento em química, criou vários preparados desenhados para fazer crescer e alisar o cabelo encaracolado e erradicar a caspa, além de xampus, sabões, pós e loções.
Em 1909, a Dra. Hughes e seu então esposo tinham formado a "Columbia Chemical Company", cujo propósito era produzir e comercializar um preparado para o cabelo, que ela chamou "Hair-Vim", específico para mulheres afroamericanas. A empresa dissolveu-se em setembro de 1910. Depois, após regressar a Washington, e com cinco dólares em seu bolso, a Dra. Hughes estabeleceu a "Hair Care-Vim Chemical Company", com ela mesma como "presidenta e gerente". A empresa dedicou-se à produção e venda de "uma composição comercializada como Hair-Vim.
Seus projetos empresariais tiveram sucesso. Cedo pôde vender sua empresa jornalística e dedicar-se a tempo completo à produção e venda de suas loções para o cabelo, sabões, cremes faciais, "bálsamos de milho" e xampus. Em julho de 1916, expandiu as atividades da companhia à Baltimore, Maryland.
Ainda que estivesse muito atrás de líderes do mercado como Madame C. J. Walker e Annie Turnbo Malone, a Dr. Hughes pôde, graças ao marketing, manter a Hair-Vim no negócio durante quase trinta anos. Proporcionou produtos gratuitos aos salões de beleza e animou aos proprietários das lojas a utilizar com seus clientes.

## Encontro com as leis Jim Crow
O 25 de maio de 1918, a Dra. Hughes decidiu fazer uma viagem a Baltimore, Maryland através da Washington, Baltimore and Annapolis Electric Railway mas, por sua raça, viu-se obrigada a ceder seu assento de primeira classe, conforme as leis Jim Crow. Quando chegou a Baltimore, contratou os serviços do advogado afro-americano local, W. Ashbie Hawkins, e foi à justiça. Ganhou o caso e recebeu uma indenização por danos e prejuízos no total de vinte dólares.

## Mudança a Nova York
Em 1919, segundo a revista da NAACP (Associação Nacional para o Progresso das Pessoas de Cor) The Crise, Hughes decidiu estabelecer uma sucursal (de Hair Care-Vim Chemical Company) na cidade de Nova York.

## Ativismo e segundo casamento
Após estabelecer na cidade de Nova York, a Dra. Highes, além de supervisionar as atividades de sua empresa, envolveu-se ativamente em muitos movimentos sociais e progressistas. Foi membro da Associação Médica Nacional e durante um tempo desempenhou-se como "secretária farmacêutica". Também participou ativamente no Conselho Nacional de Mulheres Negras, a Associação Nacional para o Progresso das Pessoas de Cor e a nível local na Une Urbana Nacional, bem como em vários grupos de igrejas e grupos cívicos locais. Em dezembro de 1927, foi eleita presidenta da Federação de Clubes de Mulheres Negras da cidade de Nova York; foi eleita em parte, como diz um relato de um jornal contemporâneo, devido a sua exitosa gestão como "chefia do departamento de negócios da Federação Estatal de Clubes de Mulheres Negras".
Em 1920, com vários líderes negros, incluídos William Pickens, Chandler Owen, Robert S. Abbott e John E. Nail, assinou uma carta ao fiscal general Harry M. Daugherty instando ao ajuizamento enérgico do nacionalista negro Marcus Garvey por cargos de fraude postal. Garvey atacou-os, chamando-os "traidores raciais" e assinalando ao Dr. Coleman como "alisador de cabelo e branqueador facial".
A Dra. Hughes também se envolveu na política local, afiliando-se ao Partido Republicano. Em setembro de 1924, postulou-se para a nomeação do Partido Republicano para a Assembleia do Estado de Nova York pelo Distrito Dezenove, afirmando que "espera acordar à mulher de cor como nunca dantes em seu dever político". No entanto, perdeu as eleições primárias para Abraham Grenthal, advogado e chefe do partido republicano do distrito.
Em 12 de agosto de 1930, em Washington, a Dra. Hughes casou-se com o reverendo John Wallace Robinson, pastor da Igreja Metodista Episcopal de San Marcos em Harlem. Estiveram casados durante onze anos, até a morte do reverendo em novembro de 1941.
Depois de ficar viúva, a Dra. Hughes retirou-se gradualmente do mundo empresarial e social, e morreu em setembro de 1950. Foi enterrada junto a seu segundo marido em Frederick Douglass Memorial Park em Staten Island, Nova York.